# Spermophorides lascars
Spermophorides lascars là một loài nhện trong họ Pholcidae. Loài này có ở Seychelles.